# Route nationale 174
Pour les articles homonymes, voir Route 174.
La route nationale 174, ou RN 174, ou N 174, est une route nationale française reliant, jusqu'en 2006, Vire à Carentan. Elle fait partie de la voie de la Liberté entre Saint-Lô et Carentan.

## De Vire à l'A84
Les agglomérations traversées sont :
- Vire (km 68) ;
- Étouvy (km 63) ;
- Campeaux (km 54).

Déclassement : La section Vire jusqu'au rond-point de Guilberville est passé en section départementale (RD 674 dans le Calvados et RD 974 dans la Manche).

## De l'A84 à Carentan
Les agglomérations traversées sont : 
- Guilberville (km 50) ;
- Torigni-sur-Vire (km 43) ;
- Saint-Lô en sa rocade  (km 31) ;
- Saint-Georges-Montcocq, contournée par la rocade de Saint-Lô (km 28) D 974 ;
- Pont-Hébert, contournée par la rocade de Saint-Lô (km 18) D 974 ;
- Saint-Jean-de-Daye (km 11) ;
- Carentan (km 0).

La section est en 2 × 2 voies depuis le rond point de Guilberville (qui permet l'accès à l'A84) jusqu'à la RN 13 (au niveau de Carentan), en passant par la rocade de Saint-Lô.
Lors de l'ouverture de la rocade de Saint-Lô en 2004, la route nationale avait conservé son itinéraire traversant la ville, la rocade étant… une route départementale (sous le numéro de RD 974) ! Cette situation étrange a été modifiée par la réforme de 2005 prévoyant le transfert de la majorité des routes nationales aux départements. Ainsi en 2006, la rocade a été intégrée à la RN 174 — devant justement subsister dans le réseau national — tandis que l'ancienne route a été déclassée (elle prend le numéro de RD 974).
La dernière section de 6 km entre Saint-Jean-de-Daye et la RN 13 est mise en service le 19 décembre 2012. Depuis cette date, la RN 174 est intégralement en voie express, limitée à 110 km/h.
La route nationale 174 fait partie de la route européenne 3 entre l'A84 et la RN 13.

## Sorties
- Carrefour giratoire entre N174, A84 et D974  Échangeur entre A 84 et N 174 : 
  -  A84 : Rennes, Le Mont-Saint-Michel, Villedieu-les-Poëles
  - D974 : Flers, Etouvy, Vire, Campeaux, Saint-Martin-des-Besaces, Viaduc de la Souleuvre
  -  A84 : Caen
  - D974 : Torigni-sur-Vire Village étape, Guilberville
  -  N174 : Cherbourg, Saint-Lô, Coutances, ZA de la Détourbe
- 1 : Torigni-sur-Vire, Condé-sur-Vire, Tessy-sur-Vire
- 2 : Condé-sur-Vire (demi-échangeur : depuis et vers N13)
- 3 : Saint-Lô, Bayeux, Zones d'Activités (demi-échangeur : depuis et vers A84)
- 4 : Saint-Lô, Bayeux, Zones d'Activités (demi-échangeur : depuis et vers N13)
- 5 : Saint-Lô, Canisy, Tessy-sur-Vire, Percy
- 6 : Agneaux, Marigny, Coutances
- 7 : Hébécrevon, Périers
- 8 : Pont-Hébert
- 9 : Saint-Jean-de-Daye
- à 400 mètres  sur 1 km
- à 200 mètres
- avant virage
- Rappel avant virage
- Échangeur entre RN 13 et N 174 :
  - N13 vers : Caen, Isigny-sur-Mer
  - N13 vers : Cherbourg, Carentan
- avant virage
- Fin de la N174, redirigé vers échangeur de la N13 et la N174 sur N13.